# Fantasy Island (film)
Fantasy Island, conosciuto anche con il titolo Blumhouse's Fantasy Island, è un film del 2020 scritto e diretto da Jeff Wadlow. Il film è un horror soprannaturale che serve contemporaneamente da remake e da prequel della serie televisiva della ABC del 1977 Fantasilandia (Fantasy Island) e ha come protagonisti Michael Peña, Maggie Q, Lucy Hale, Austin Stowell, Jimmy O. Yang, Ryan Hansen, Portia Doubleday e Michael Rooker.

## Trama
La donna d'affari Gwen Olsen, l'ex-agente di polizia Patrick Sullivan, i fratellastri JD e Brax Weaver e la giovane Melanie Cole vincono un concorso per visitare Fantasy Island, un resort tropicale, gestito dall'enigmatico signor Roarke, dove apparentemente le fantasie diventano realtà. Gli ospiti, giunti con un idrovolante, vengono accolti da Roarke e Julia e successivamente accompagnati ciascuno nelle proprie fantasie: JD e Brax entrano in un rave in una villa; Patrick diventa un soldato dell'esercito statunitense in onore del suo defunto padre; Melanie decide di vendicarsi di Sloane che la bullizzava e tormentava negli anni delle superiori; Gwen accetta la proposta di matrimonio del suo fidanzato Alan che aveva respinto anni prima.
Sin da subito le diverse fantasie mostrano degli effetti collaterali o inaspettati a detta degli ospiti. Patrick viene catturato da un gruppo di soldati americani e scopre che il loro comandante è suo padre da giovane, come se lo ricordava prima della sua ultima missione in Venezuela. JD e Brax vengono attaccati da un cartello della droga associato al proprietario della casa del party. Melanie entra in una stanza sotterranea dove trova Sloane bloccata in una camera delle torture: convinta che la sua nemica sia un semplice ologramma inizia a umiliarla in vari modi, facendola infine assistere al caricamento online del video in cui tradisce il marito. Tuttavia, un altro video rivela che la ragazza è stata rapita e portata sull'isola per eseguire la fantasia contro la sua volontà e che quindi è Sloane Maddison in carne e ossa. La situazione precipita quando nella camera delle torture arriva un chirurgo con le sembianze di "Mr. Torture", proiezione dell'analista che Melanie vedeva da ragazzina quando veniva bullizzata. Melanie decide quindi di liberare Sloane, riuscendo a fuggire dal sotterraneo. Nella foresta dell'isola incontrano Damon, un investigatore privato che indaga sui misteriosi poteri dell'isola, che le aiuterà a fuggire. 
I tre giungono a una grotta dove Damon spiega che le fantasie sono create dall'acqua della sorgente sgorgante dal "cuore" dell'isola: una roccia luminosa che mostra i desideri più profondi di ogni persona. Dopo aver rivelato che il signor Roarke mescolava l'acqua con le bevande dei suoi ospiti, Damon spiega di essere rimasto bloccato sull'isola a causa della sua fantasia, trasformatasi poi in un incubo, ovvero quella di potere rivedere la sua defunta figlia. Il trio raccoglie un po' d'acqua di sorgente e continua verso il resort per trovare un telefono.
Gwen si sveglia e scopre di avere una figlia con Alan. Turbata e riluttante nel continuare la sua illusione, la donna chiede a Roarke di poter cambiare la sua fantasia. Il gestore però nega assolutamente, affermando che è possibile solo una fantasia per ospite. Gwen intuisce che Julia è in qualche modo legata a Roarke e in particolare si scopre che è la sua defunta moglie. Il signor Roarke, messo alle strette da Gwen, confessa che lui stesso è bloccato sull'isola, in quanto potrà continuare a vedere la moglie a patto che amministri le fantasie dei vari ospiti. Perciò decide di accontentare Gwen con una seconda fantasia. La donna viene riportata alla notte in cui ha accidentalmente causato l'incendio che ha ucciso il suo vicino Nick Taylor. Gwen cerca di salvare Nick, ma cade incosciente nel fuoco, salvata poi dall'intervento di Julia. Rivivendo quei momenti, nota che anche tutti gli altri ospiti erano lì quella stessa notte e avevano in qualche modo a che fare con Nick Taylor. Allo stesso tempo, Patrick tenta di lasciare l'isola con suo padre, ma viene chiamato a salvare alcuni ostaggi, che si rivelano essere JD e Brax nella villa. 
I soldati eliminano i sicari del cartello, ma questi si rianimano come zombi e uccidono JD e il resto dei soldati. Il padre di Patrick si sacrifica in modo che suo figlio e Brax possano fuggire al resort. Melanie e Sloane vengono attaccate nuovamente dal Dr. Torture: Damon decide di salvarle ancora, saltando da una scogliera trascinando con sé il chirurgo. Arrivate al resort, Sloane chiama suo marito e lo convince a chiamare i colleghi militari di Damon per un salvataggio. I rimanenti sopravvissuti si riuniscono nel resort, ma sono messi alle strette da Roarke, che rivela che gli ospiti fanno parte della fantasia di qualcun altro in cui vengono tutti uccisi.
Rendendosi conto che tutti erano coinvolti nella morte di Nick, gli ospiti deducono che questa è la fantasia del signor Roarke, sospettando che lui e Julia siano i genitori di Nick. Gli ospiti scappano sul molo per essere soccorsi dall'aereo inviato dai soci di Damon, che però viene abbattuto dai membri del cartello. Il gruppo si dirige quindi verso la grotta per distruggere il "cuore" dell'isola con una granata recuperata da Brax. Durante la ricerca della roccia luminosa, i sopravvissuti si confrontano con le manifestazioni dei loro demoni personali, per ritrovarsi infine di fronte alla sorgente. Improvvisamente, Melanie trafigge e ferisce Patrick prima di prendere in ostaggio Sloane. Melanie rivela che questa è la sua vera fantasia, avendo orchestrato l'arrivo di tutti per vendicare la morte di Nick, con il quale aveva un appuntamento la notte in cui è morto. Per smuovere lo stallo Sloane, unica persona sull'isola a non aver espresso un desiderio, beve un sorso di acqua di sorgente dichiarando che la sua fantasia è che Melanie e Nick rimangano insieme per sempre. Questo fa sì che Melanie venga attaccata dal cadavere di Nick, che la trascina in acqua affogandola. Prima di annegare, Melanie lancia una granata contro i sopravvissuti, ma Patrick si sacrifica saltando su di essa per proteggerli.
La fantasia si conclude definitivamente e Gwen, Sloane e Brax si risvegliano nel resort. Roarke infine, lasciata andare la moglie per sempre, decide di liberare anche i suoi ospiti. Mentre i sopravvissuti salgono a bordo dell'idrovolante, Brax ha un ripensamento perché desidera che suo fratello JD ritorni in vita, così decide di sacrificarsi e rimanere con il signor Roarke sull'isola affinché la sua fantasia diventi realtà. Dopo che Gwen, Sloane e JD partono con l'aereo, Roarke chiede a Brax di essere il suo nuovo assistente personale e di assumere un soprannome. Ricordando il soprannome che suo fratello gli aveva dato ai tempi del college, Brax sceglie di chiamarsi Tattoo, dando inizio agli eventi della serie televisiva del 1977.

## Produzione
Le riprese sono iniziate nel gennaio 2019 alle isole Figi.

## Promozione
Il primo trailer del film viene diffuso l'11 novembre 2019.

## Distribuzione
Il film è uscito nelle sale cinematografiche statunitensi il 14 febbraio 2020, distribuito dalla Sony Pictures, mentre in quelle italiane il giorno precedente, il 13 febbraio.

## Accoglienza

### Incassi
A fronte di un budget di circa 7 milioni di dollari, il film ne ha incassati globalmente 47,3; di questi, 26,4 dagli Stati Uniti mentre, dall'Italia, poco più di 500.000 euro.
Negli Stati Uniti il film ha incassato quasi 12 milioni e mezzo di dollari solo nel weekend d'esordio; in Italia, sempre nel primo weekend di debutto, soltanto 350.000 euro. Il fine settimana seguente il film incassò quasi 4 milioni e mezzo di dollari solo dagli Stati Uniti mentre, in Italia, appena 44.000 euro, complice anche la chiusura dei cinema per il propagarsi della pandemia di COVID-19.

### Critica
Il film è stato stroncato dalla critica. Il sito Rotten Tomatoes riporta che solo l'8% delle 113 recensioni professionali ha dato un giudizio positivo sul film, con un voto medio di 3,40 su 10. Il consenso critico del sito recita: "Fantasy Island cerca di mostrare al pubblico il lato oscuro del soddisfacimento dei desideri, ma serve principalmente come ammonimento sui pericoli di esumare franchise morti da lungo tempo". Su Metacritic il film detiene un punteggio del 21 su 100, basato sul parere di 27 critici.